# Hell or High Water (Soundtrack)
Hell or High Water ist der Soundtrack zum gleichnamigen Film Hell or High Water. Der Soundtrack stammt von dem australischen Musiker Nick Cave und dem englischen Autor und Musiker Warren Ellis und wurde am 19. August 2016 von Milan Records veröffentlicht.

## Produktion
Die Musik zum Film Hell or High Water stammt von dem australischen Musiker Nick Cave und dem englischen Autor und Musiker Warren Ellis. Es handelt sich um die zwölfte Zusammenarbeit von Cave und Ellis für eine Filmmusik. Regisseur David Mackenzie äußerte sich zum Engagement der beiden Künstler: „Was ich an Nicks und Warrens Filmmusik liebe ist, dass sie episch und expansiv ist, ohne schwülstig zu sein. Für mich als Filmemacher ist dies ein besonderes Glück, weil es der Musik gelingt, Fülle und Gefühl zu vermitteln, sich aber nicht manipulativ anfühlt oder überfordert.“ Der Soundtrack umfasst 15 Lieder, wobei einige von Gastmusikern interpretiert wurden.

## Veröffentlichung
Der Soundtrack wurde am 19. August 2016 von Milan Records veröffentlicht.

## Titelliste
1. Comancheria – Nick Cave & Warren Ellis
2. Dollar Bill Blues – Townes Van Zandt
3. Mama’s Room – Nick Cave & Warren Ellis
4. Dust of the Chase – Ray Wylie Hubbard
5. Texas Midlands – Nick Cave & Warren Ellis
6. Robbery – Nick Cave & Warren Ellis
7. You Ask Me To – Waylon Jennings
8. Mountain Lion Mean – Nick Cave & Warren Ellis
9. Sleeping On The Backtop – Colter Wall
10. From My Cold Dead Hands – Nick Cave & Warren Ellis
11. Lord of the Plains – Nick Cave & Warren Ellis
12. Blood, Sweat and Murder – Scott H. Biram
13. Casino – Nick Cave & Warren Ellis
14. Comancheria II – Nick Cave & Warren Ellis
15. Outlaw State Of Mind – Chris Stapleton

## Singles und Charterfolge
Bereits im Juli 2016 waren vorab die Lieder Comancheria und Mama’s Room veröffentlicht worden. Am 16. September 2016 stieg der Soundtrack auf Platz 12 in die Soundtrack-Album-Charts im Vereinigten Königreich ein. In den Billboard 200 Soundtrack-Album-Charts erreichte der Soundtrack auf Platz 16 im Oktober 2016 seine höchste Positionierung.